# الهروب: الإنسان المشحون (فلم)
الهروب: الإنسان المشحون (بالإنجليزية:Escape: Human Cargo)، وتنطق بـ" إسكايب: هيومن كارغو"، هو فيلم دراما أمريكي، أنتج سنة 1998، أخرج الفيلم سايمن وينسير، مدة الفيلم 107 دقائق، تم تصوير الفيلم في نيويورك وإسرائيل، وشارك الممثلون في الفيلم بدور سعوديين وهم الممثلون الإسرائيليين من أصول عربية.

## تاريخ عرض الفيلم
عرضت في الولايات المتحدة لأول مرة يوم 22 من مارس سنة 1998، وعرضت في فنلندا يوم 20 مايو 2000، وتليها هولندا في يوم 18 مارس 2003، وتلتها المجر في 10 أغسطس سنة 2005.

## قصة
تدور القصة حول قيام مهندس أمريكي يدعى جون ماكدونالد (تريت ويليامز)، وهو يقوم بالسفر إلى مدينة الظهران شرق السعودية، وذلك في فترة السبعينيات من القرن العشرين، وشاهد المهندس ما يجري في داخل مدينة الظهران، وكان ماكدونالد يعمل لصالح رجل الأعمال الثري السعودي، وصاحبه ستيفن لونغ (دينيس ماكنات) يعمل لشركة أرامكو السعودية.

## طاقم التمثيل
- تريت ويليامز في دور جون ماكدونالد.
- دينيس ماكنات في دور ستيفن لونغ.
- ساسون غاباي في دور سليمان ناصر.
- زائيف ريفيتش في دور الشيخ عبد الله فاز.
- رينان هامي في دور سام الغامض.
- أوري غافرائيل في دور خالد.

## وصلات خارجية
- مقالات تستعمل روابط فنية بلا صلة مع ويكي بيانات